# Barclay Records
Barclay Records – wytwórnia płytowa założona w 1954 roku przez Eddiego Barclaya. Wydawała płyty takich artystów jak: Jimi Hendrix, Dalida, Mireille Mathieu, Danielle Licari, Charles Aznavour, Noir Désir, Les Chaussettes Noires, Eddy Mitchell, Hugues Aufray, Henri Salvador, Jacques Brel, The Wild Magnolias, Leo Ferre, Fela Kuti. Obecnie należy do wytwórni Universal.